# Kurikara

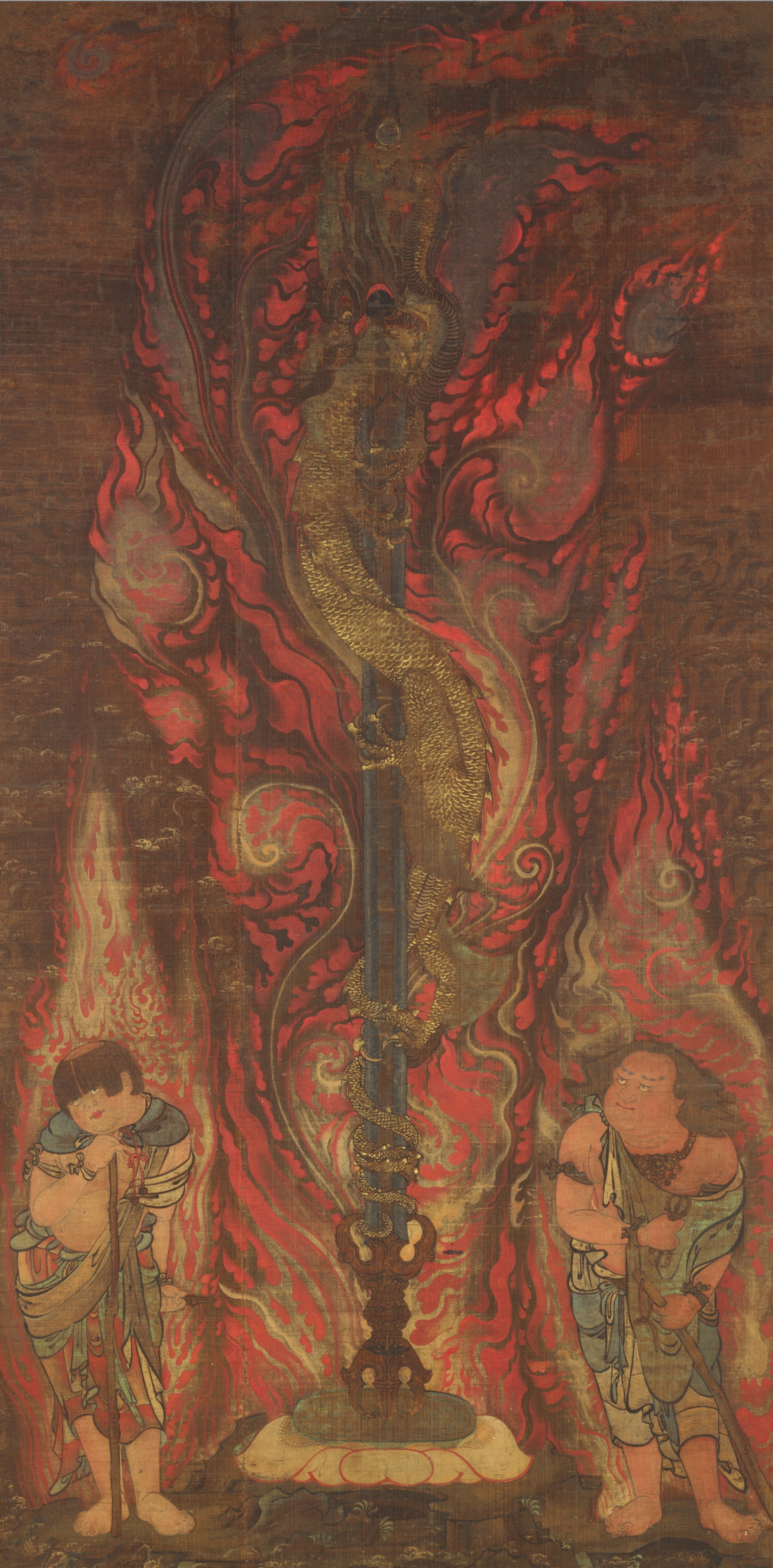
Kurikararyūken'nijidōshizō(倶利伽羅龍剣二童子像, "Immagine di spada del drago Kurikara e 2 fanciulli"), museo nazionale di Nara.
Patrimonio di rilevanza culturale(重要文化財 (jūyōbunkazai)).

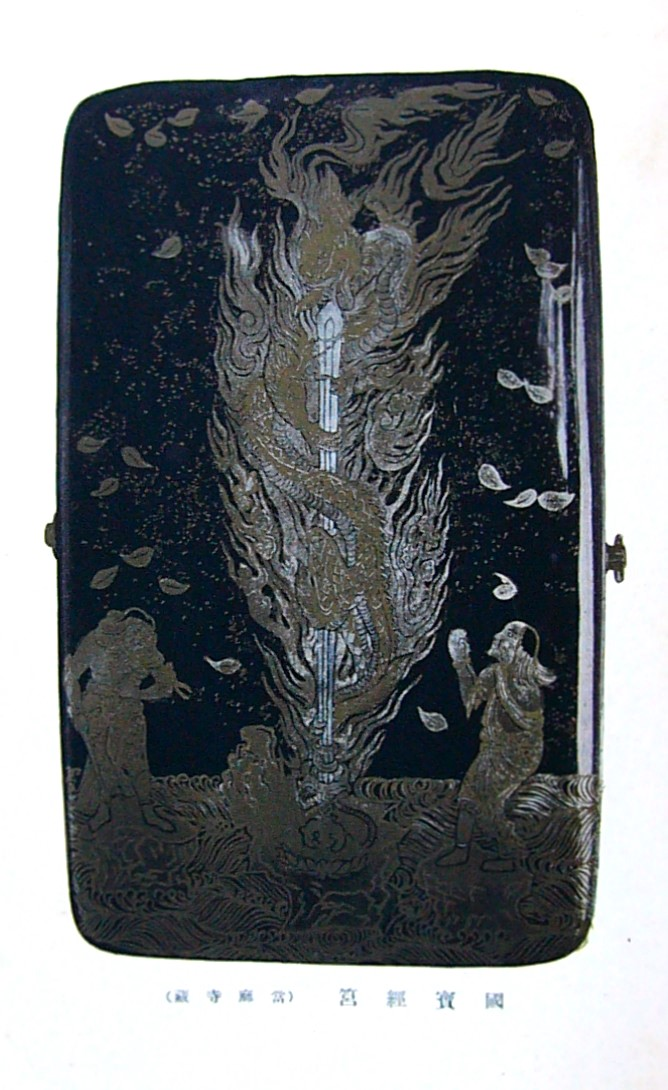
Kurikararyū, Makie su Kyōbako, santuario interno del Taimadera, Prefettura di Nara.
Tesoro nazionale del giappone

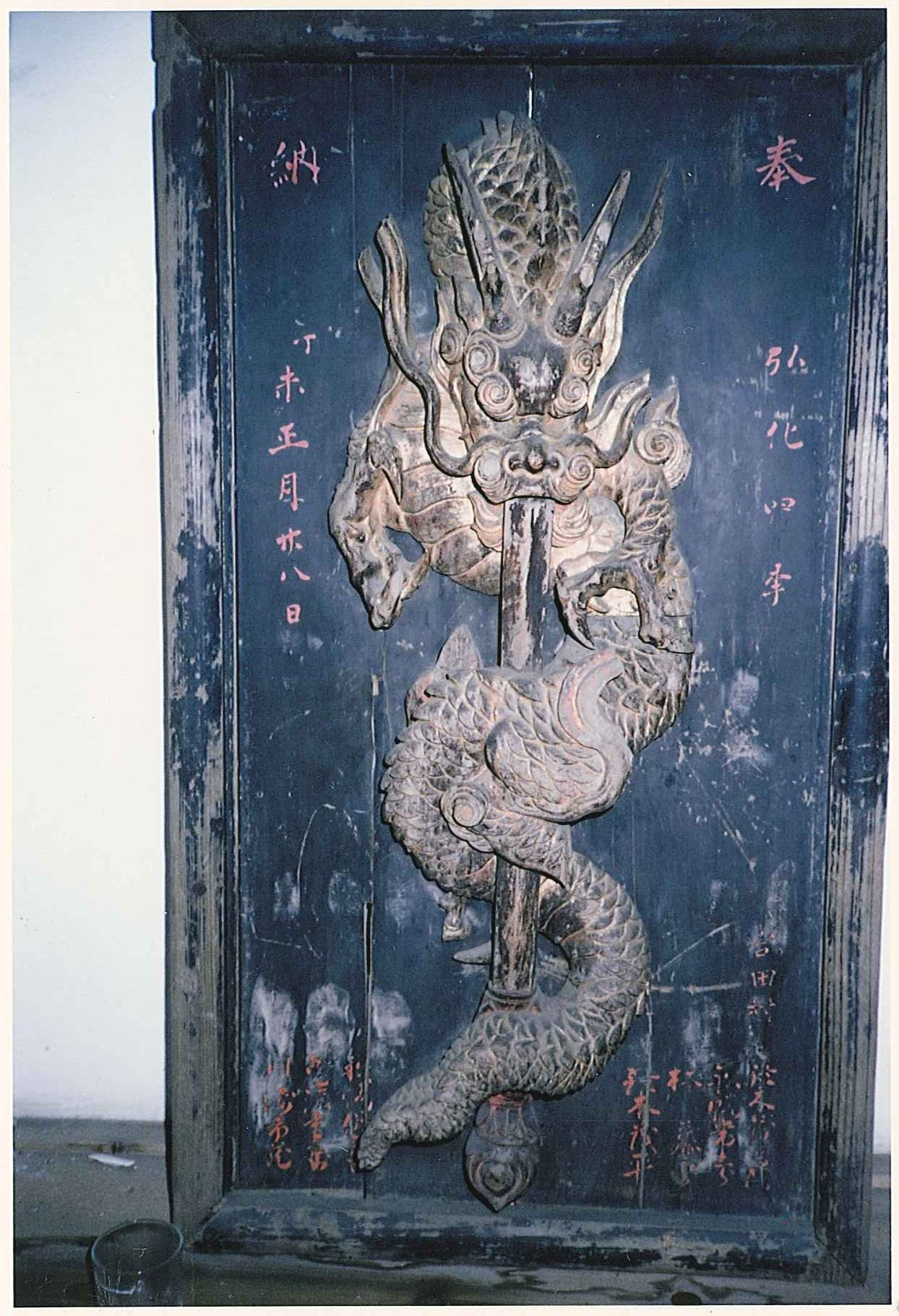
Cornice con disegno di Kurikararyūō

La spada Kurikara(倶利伽羅剣?o 倶利迦羅剣?, kurikaraken) è la spada che la statua di Fudō Myōō impugna nella mano destra. Nella simbologia Samaya è manifestazione di Fudō Myōō stesso ed è la sacra spada della saggezza, che recide i tre veleni triviṣa. La spada ha questo nome per via del re drago Kurikara(倶利伽羅竜王?, Kurikararyūō), che la avvolgerebbe trasformandosi in una spirale di fiamme.
Una spada dallo stesso nome è conservata presso il santuario di Atsuta; viene anche menzionata nella rivista chōshū come tesoro sacro(神宝?, shinpō) dello hakkengū(別宮八剣宮?, betsugū hakkengū; tempietto secondario collegato al santuario di Atsuta). Nel 1971 è stata designata come patrimonio culturale della prefettura di Aichi.